# Amras
Amras este o localitate situată la sud-est de Innsbruck, ce aparține din 1938 de oraș. Centrul satului s-a păstrat în forma lui originală, fiind caracterizat prin clădiri istorice de provincie.
Important este de menționat faptul că aici au trăit turnătorii renumiți de clopote Löffler Ei au descoperit un aliaj, iar secretul compoziției lui a fost trădat, el fiind folosit la fabricarea tunurilor de pe corăbiile engleze în bătălia navală cu Spania în timpul reginei Elisabeta I a Angliei. Pe lângă avantajul corăbiilor mai iuți  și conducători iscusiți ca Francis Drake englezii dispuneau de artilerie superioară, prin lungimea mai mare tirului și cu timpul de răcire mai scurtă a tunului, ce permitea o frecvență mai ridicată de tragere. Numele vechi al localității „Omeras” a fost pentru prima oară amintit în anul 950 și provine probabil din limba latină "ad umbras" „în umbră”, Ombras, Ambras, castelul Ambras.